# Деулинское перемирие
Деу́линское перемирие (пол. Rozejm w Dywilinie) — соглашение, заключённое в селе Деулино близ Троице-Сергиевого монастыря 1 (11) декабря 1618 года или 3 января 1619 года между Русским царством и Речью Посполитой на 14,5 лет. 
Перемирие завершило русско-польскую войну 1609—1618 годов, и, в широком смысле, Смутное время в России.

## Предыстория
Русско-польская война юридически началась в 1609 году, хотя польско-литовское правительство во главе с королём Сигизмундом III поддерживали антиправительственные[уточнить] движения периода Смуты ещё с 1605 года. В ходе кампаний 1609—1612 годов польско-литовским войскам удалось оккупировать значительную территорию Русского царства, в том числе крупнейшую крепость Смоленск. После катастрофического поражения русско-шведских войск в битве у села Клушино был свергнут Василий Шуйский. Пришедшее к власти правительство Семибоярщины в августе 1610 года подписало договор, по которому на русский трон возводился польский королевич Владислав Ваза, а в Москву вводился польский гарнизон.
Тем не менее в 1611—1612 годах в результате антипольских выступлений Первого и Второго ополчений Москва и её окрестности были освобождены от врага. В ходе контрнаступления 1613—1614 годов русским войскам удалось вытеснить противника из большинства городов, кроме Смоленска. В 1617 году польско-литовское войско во главе с Владиславом Вазой и литовским гетманом великим Яном Ходкевичем вновь вторглось в пределы России с целью свержения царя Михаила Фёдоровича Романова. Польско-литовским войскам удалось снять осаду Смоленска и продвинуться до Можайска, где они были временно остановлены. С 1618 года в кампании на стороне Речи Посполитой приняла участие армия украинских казаков во главе с гетманом Петром Сагайдачным. Вторжение дало возможность интервентам дойти до Москвы и даже предпринять неудачный штурм города.
После неудачи под Москвой главные силы армии Речи Посполитой расположились в районе Троице-Сергиева монастыря, казаков — в районе Калуги. Присутствие вражеских армий, истощение от многолетней Смуты и войн и внутренняя нестабильность заставили русское правительство согласиться на мирные переговоры на невыгодных для себя условиях.

## Ход переговоров
Переговоры начались ещё во время нахождения армии Владислава под Москвой — на реке Пресня 21 (31) октября 1618 года. Со стороны Речи Посполитой их вели «польские комиссары», прикомандированные к армии польские вельможи, которые контролировали действия Владислава и Ходкевича, подчиняясь непосредственно королю и Сенату:
- Лев Сапега — канцлер великий литовский;
- Адам Новодворский — епископ каменецкий;
- Константин Плихта — каштелян сохачевский;
- Александр Гонсевский — референдарий литовский.

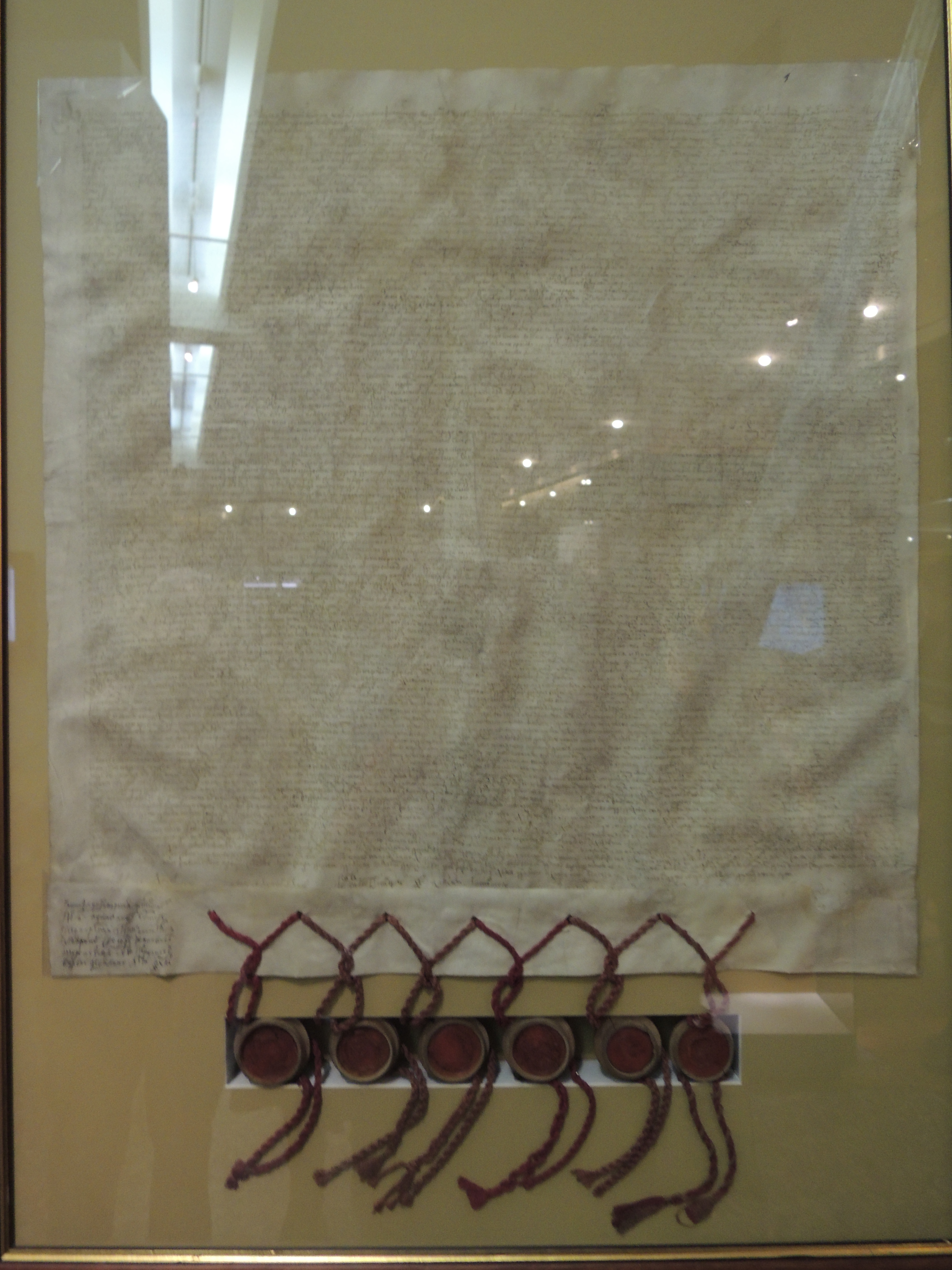
11 декабря 1618 года. Договор между Россией и Польшей о перемирии на 14 лет, переходе Смоленска Польше, размене пленными и проч., заключённый в деревне Деулино // РГАДА. — Ф. 79. — Сношения России с Польшей. — Оп. 3. — № 58. Оригинал на пергамене. Подписан шестью польскими послами с приложением их печатей.

С русской стороны посольство на переговорах возглавляли:
- Боярин Фёдор Шереметев;
- Боярин князь Даниил Мезецкой;
- Окольничий Артемий Измайлов;
- Дьяки Иван Болотников и Иван Сомов.

По существовавшей дипломатической традиции при первой встрече стороны выставили максимальные требования, обозначая рамки предстоящих переговоров. Польско-литовская сторона настаивала на признании Владислава русским царём и передаче Пскова, Новгорода и Твери, русская сторона — на возвращении всех оккупированных земель, выводе всех вражеских войск с русской территории и возвращении пленных. Во время второй встречи 23 октября (2 ноября) 1618 года русская делегация согласилась взамен 20-летнего перемирия уступить Смоленск и Рославль. В свою очередь, польская сторона допускала возможность отказа Владислава от титула царя в обмен на Псков, возвращение всех литовских земель, потерянных в конце XV—XVI веков, и компенсацию военных расходов.
Второй этап переговоров проходил в Москве и в окрестностях Троице-Сергиева монастыря, куда переместилась польско-литовская армия. Положение обеих сторон ухудшалось. Польско-литовское войско терпело большие лишения от холодов и недостатка продовольствия. Не получая жалования, наёмные хоругви грозили покинуть армию. С другой стороны, русское правительство было обеспокоено непрекращающимися грабежами, которые совершали интервенты, в особенности казаки. В самой Москве росло недовольство затянувшейся кампанией.
Основные пункты будущего перемирия были согласованы ещё в Москве польско-литовскими представителями — Яном Гридичем и Кшиштофом Сапегой. Споры продолжали вестись по поводу списка передаваемых Речи Посполитой городов, срока перемирия и титулов Михаила Романова и Владислава Вазы. 20 (30) ноября под монастырь прибыло русское посольство. В ходе трёх встреч в деревне Деулино русское посольство настаивало на подписании привезённого варианта перемирия, не допуская внесения поправок. Наиболее напряженной была встреча 26 ноября (6 декабря), когда поляки и литовцы напрямую угрожали русским послам возобновлением войны и даже Смуты, обещая поддержать очередного самозванца. В итоге русскому посольству пришлось согласиться на внесение поправок. 1 (11) декабря перемирие было подписано.

## Условия перемирия
Перемирие заключалось на 14 лет и 6 месяцев с 25 декабря 1618 года (4 января 1619 года) по 25 июня (5 июля) 1633 года. Россия уступала Речи Посполитой Смоленск, Рославль, Трубчевск, Дорогобуж, Белую, Серпейск, Новгород-Северский (города вошли в состав Смоленского воеводства Великого княжества Литовского), Чернигов, Монастырский с окрестными землями, а Речь Посполитая возвращала России города: Козельск, Вязьма, Мещовск, Мосальск взамен городов Почепа, Стародуба, Невеля, Себежа, Красного и Поповой Горы с окрестными землями. Передача территорий должна была быть осуществлена до 15 (25) февраля 1619 года (вместе с жителями и имуществом; вернуться в Россию разрешалось только купцам, дворянам и православному духовенству); выслать комиссаров на новую границу для межевания стороны обязывались летом 1619 года. В связи с потерей территорий русский царь лишался титулов правителя ливонского, смоленского и черниговского.
До 15 (25) февраля 1619 года с русской территории должны были быть выведены как польско-литовские войска, так и украинские казаки; в этот же день 15 (25) февраля должен был произойти обмен военнопленными.
Возвращению русской стороне подлежала икона святого Николая, захваченная в Можайске.
Русским и польско-литовским купцам предоставлялась возможность свободного перемещения по территории страны, за исключением Москвы, Вильны и Кракова.
Полноценным, «вечным» мирным договором, перемирие не стало: камнем преткновения к этому стал династический вопрос (польско-литовская сторона требовала воцарения в России Владислава, а московская настаивала на признании российским государем Михаила Фёдоровича), ввиду неразрешения которого обе стороны «то дело на суд Божий положили», а Михаил Фёдорович, по настоянию польско-литовской стороны, характеризовался в заключительной части документа как именуемый московскими представителями их государем, а не однозначно являющийся им (на чём безуспешно настаивала Москва). И хотя королевич Владислав обязывался «никакими умыслы Московского государства не доступати» он, ссылаясь на соглашение 1610 года с Семибоярщиной, продолжил именовать себя царским титулом и претендовать на российский престол; представители польских властей при этом настаивали, что в отсутствие прямых действий по завладению троном или подстреканию переворота в России это не является нарушением перемирия.

## Итоги и значение перемирия
Деулинское перемирие является крупнейшим успехом Речи Посполитой в противостоянии с Русским государством. Граница между двумя государствами отодвинулась далеко на восток, почти вернувшись к границам времён Ивана III. С этого момента и до перехода Ливонии к Швеции в 1622 году территория Речи Посполитой достигла максимального размера в истории — 990 тыс. км². Не решив династический вопрос, перемирие всё же ознаменовало отказ Речи Посполитой от продолжения интервенции в Россию и тем подвело итог многолетней Смуте в Русском государстве.
В 1632 году Россия, не дожидаясь окончания перемирия, начала Смоленскую войну. Завершивший её Поляновский мир снял династический вопрос, установив отказ Владислава от притязаний на российский престол.